# Kvalitativna analiza
Kvalitatívna analíza je veja kemija in poglavitno vprašanje, ki zanima kemike na tem področju je: kaj je v vzorcu? 
Vendar se moramo zavedati, imajo različni reagenti, različno mejo občutljivosti in z analizo vzorca lahko odkrijemo le snovi v takšnih količinah, kot jih lahko zaznajo reagenti.